# Suzanne Aron
Pour les articles homonymes, voir Suzanne Aron (Benoit-Lévy) et Aron.
Suzanne Aron, née Suzanne Gauchon le 28 octobre 1907 à Lyon et morte le 27 août 1997 à Paris 5e, est une philanthrope française.

## Biographie

### Origines
Suzanne Gauchon est née à Lyon en 1907, d'une lignée de paysans dauphinois et d'industriels lyonnais. Son père, fils d’un paysan qui tenait l’hôtel du village, a fait des études, est entré dans la marine en tant qu’officier mécanicien, puis a pris un emploi important dans une société industrielle du groupe Air liquide.

### Études
Au lycée Victor-Duruy (Paris), Suzanne Gauchon se lie durablement d'amitié avec Christiane Martin du Gard (fille de Roger Martin du Gard), Édi Copeau (fille de Jacques Copeau, qui deviendra religieuse bénédictine et fondera le monastère de la congrégation de sainte Bathilde à Madagascar en 1934) et Simone Weil,,,,,. En classe de philosophie, elles ont René Le Senne comme professeur de philosophie.
Suzanne Gauchon poursuit des études de lettres à la Sorbonne. Elle obtient sa licence en 1930, puis retourne habiter chez ses parents à Toulon.
Elle est professeur de lettres.

### Mariage avec Raymond Aron
Suzanne Gauchon rencontre Raymond Aron aux Décades de Pontigny en 1932.
Ils deviennent amis avec le couple formé par André Malraux et Clara Malraux.
Suzanne Gauchon accompagne Raymond Aron à Berlin pour la fin de son séjour en Allemagne, puis, rentrés en France, ils s'épousent le 5 septembre 1933, dans un mariage civil. Roger Martin du Gard est témoin du mariage.
Marcel Mauss veut immédiatement faire connaissance avec sa nouvelle cousine et lui demande si elle sait cuire du riz.
Raymond et Suzanne Aron ont trois filles, Dominique Schnapper (Paris, 1934), Emmanuelle (Londres, 1944 - Paris, 1950), morte d'une leucémie foudroyante, et Laurence (Paris, 1950 - 2018), atteinte de la trisomie 21.

### Seconde Guerre mondiale
En 1939, elle reste quelque temps à Toulouse, quand son mari est rappelé comme sergent dans une section météorologique des Ardennes. En juin 1940, après s'être replié de Mézières à Bordeaux, Raymond Aron, pourtant chargé de famille, embarque pour Londres et s'engage dans la France libre sous un pseudonyme. Le doyen de l'université de Toulouse déclare Raymond Aron porté disparu aux armées, ce qui permet à Suzanne de toucher une partie du traitement de son mari jusqu'à la promulgation du statut des Juifs. En novembre 1940, Suzanne Aron et sa fille Dominique se réfugient au Maroc, accueillies par la directrice du lycée de Rabat,. Elles ne rejoignent Raymond Aron à Londres que le 14 juillet 1943, transportées dans un avion militaire américain grâce à une permission spéciale du général Eisenhower. Suzanne Aron assiste à l'enterrement de Simone Weil le 30 août 1943. Sa fille Emmanuelle naît à Londres en juin 1944. Raymond Aron rentre en France dès que possible fin 1944. Suzanne Aron et ses deux filles regagnent Paris en juin 1945.

### Après la guerre

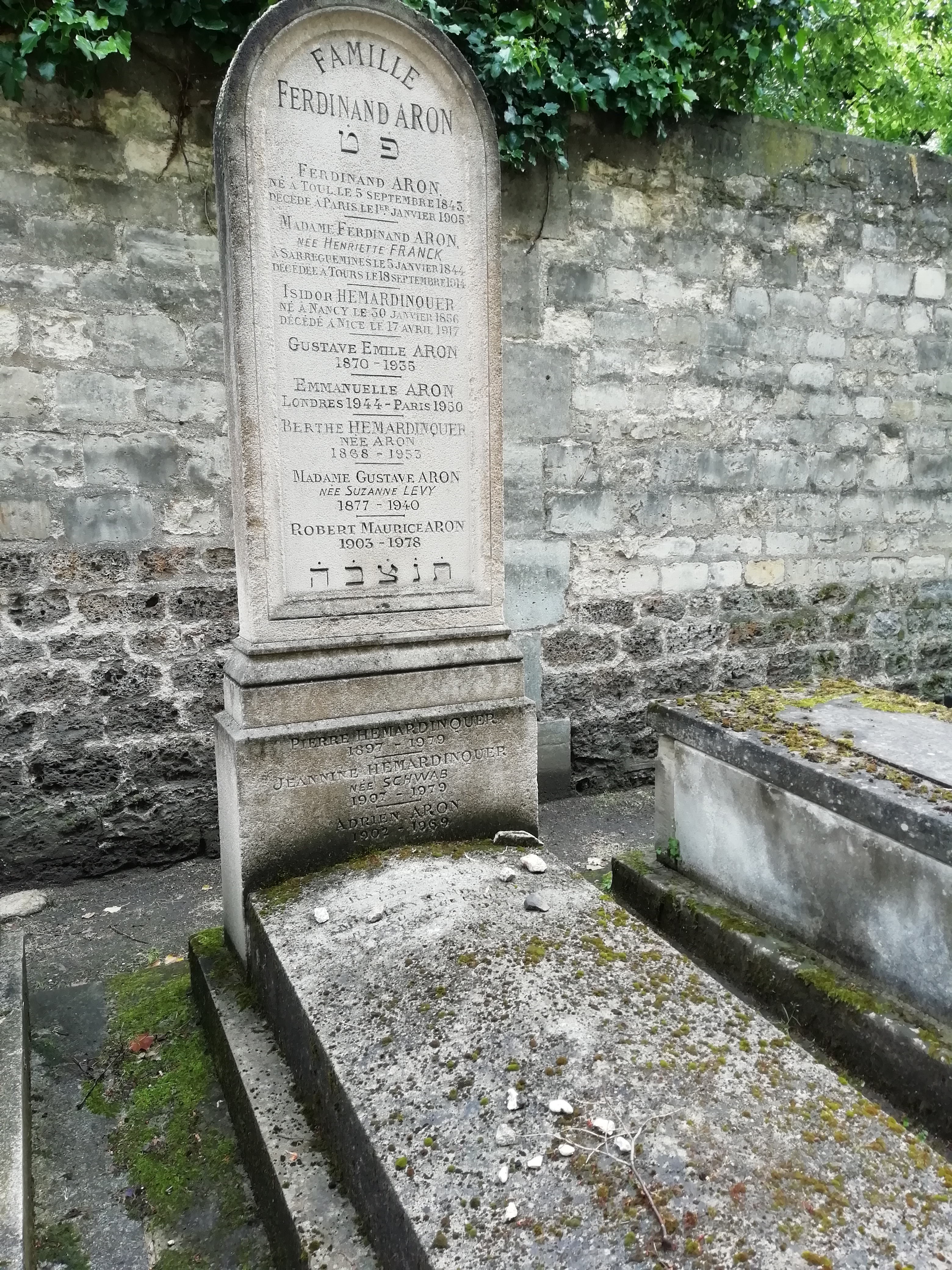
Tombe de Suzanne et Raymond Aron au cimetière du Montparnasse (division 24).

Le réseau amical d'avant-guerre ne se reconstitue pas, beaucoup d'intellectuels fuyant l'anti-communisme d'Aron dans les années 1950 et 1960. La famille est en outre durement touchée en 1950 par la naissance de Laurence, en juillet, atteinte de la trisomie 21 et la mort en décembre d'Emmanuelle, âgée de 6 ans, atteinte d'une leucémie diagnostiquée trois semaines auparavant.
Selon Pierre Vidal-Naquet, Suzanne Aron aurait, en 1957, signé une pétition visant à éviter la guillotine à Djamila Bouhired, encore peu connue à ce moment-là.

### Mort
Elle meurt à Paris en 1997 ; elle est enterrée auprès de son mari au cimetière du Montparnasse (division 24).

## Pour approfondir